# Great Smoky Mountains
Great Smoky Mountains er en bjergkæde i den sydlige del af Appalacherne i det østlige USA. Bjergkæden, der også af og til bare kaldes The Smokies, ligger på grænsen mellem North Carolina og Tennessee. Navnet kommer fra de lave skyer, der ofte hænger over bjergkæden. Oprindeligt var denne et af hjemstederne for cherokee stammen af oprindelige amerikanere, før hovedparten af disse blev fordrevet til Oklahoma i 1838. Cherokeserne kaldte bjergene for Sha-co-na-gee, eller "Stedet med den blå røg".
Bjergkæden tæller 16 bjerge på mere end 1.800 m. Højest er Clingmans Dome på Tennessee-siden af grænsen med sine ca. 2.025 meter (6.643 fod). Flere floder, fx Oconaluftee River og Nantahala River har deres udspring i bjergkæden.
Det meste af bjergkæden er omfattet af Great Smoky Mountains National Park, der med sine ca. 2.100 km², er en af de største nationalparker i det østlige USA. Parken er grundlagt i 1930'erne. Parken er et stort udflugts- og feriemål for turister fra hele verden, ikke mindst om efteråret, når løvet på træerne skifter farve. Flere af områdets byer derfor meget præget af turisme, fx Cherokee i North Carolina og Gatlinburg i Tennessee. De to byer ligger på hver sin side af parken, forbundet af US Highway 441.

## Eksterne referencer
- Great Smoky Mountains National Park

35°33′46″N 83°29′55″V / 35.5628°N 83.4986°V